# 1878 no cinema

## Principais filmes estreados
- The Horse in Motion, de Eadweard Muybridge - Série de fotografias de 1878, cujas projeções de versões pintadas e em movimento à partir de 1880, usando o zoopraxiscópio, são consideradas as primeiras exibições cinematográficas conhecidas.[1]

## Nascimentos
| Data       | Nome            | Profissão       | Nacionalidade  | Observações | Ref |
| ---------- | --------------- | --------------- | -------------- | ----------- | --- |
| 6 de julho | Annabelle Moore | Dançarina Atriz | Estados Unidos | m. 1961     |     |

## Mortes
| Data | Nome | Profissão | Nacionalidade | Observações | Ref |
| ---- | ---- | --------- | ------------- | ----------- | --- |